# Вьё-Фор (приход)
Вьё-Фор (англ. Vieux Fort Quarter) — приход (единица административно-территориального деления) государства Сент-Люсия, расположенный в южной части острова. Площадь 44 км², население 16 284 (2010).
Административный центр прихода — город Вьё-Фор — второй по величине город в стране. Это также самый южный город Сент-Люсии, второй по величине порт и один из крупнейших коммерческих центров острова. Вьё-Фор расположен в живописной одноимённой бухте, лежащей в основании далеко выдающегося на юг полуострова Кап-Муле. Здесь расположен второй международный аэропорт страны — Эванорра — и базируется самая большая рыбацкая флотилия Сент-Люсии.